# Kōke
Un kōke (高家) était un noble d'un rang inférieur à celui de daimyo au Japon. Son domaine valait moins de 10 000 koku, ce qui le rendait inéligible au rang de daimyo.
Au contraire des hashimoto, qui n'avaient que des obligations militaires, les kōke étaient chargés de plusieurs fonctions de prestige. Par exemple, ils devaient acheminer les messages du shogun destinés à la cour impériale de Kyōto ; ils accueillaient les envoyés de l'Empereur à Edo ; ils représentaient le shogun lors de certaines cérémonies à Nikkō ; ils supervisaient les cérémonies qui avaient lieu dans le palais du shogun.
Le shogunat nommait à ces postes des hommes qui venaient de grandes familles dépossédées. La fonction était héréditaire. La plupart d'entre eux étaient les descendants des shugo (gouverneurs) de l'époque de Kamakura, à la période Sengoku, tels que les Takeda, les Imagawa, les Kyogoku, les Rokkaku, les Ōtomo, et les Hatakeyama. Mais d'autres familles de kōke n'étaient pas aussi prestigieuses, comme les Yokose, les Yura, les Ōsawa ou les Kira.
En 1700, le kōke du palais du shogun était Yoshinaka Kira, un descendant de Yoshiuji Ashikaga (1189–1254). Naganori Asano, daimyo du domaine d'Akō, tenta de le tuer et les 47 rōnin réussirent à l'éliminer dans une des plus célèbres vendettas du Japon.
La fonction de kōke fut créée en 1608 et au milieu du XIXe siècle ils étaient au nombre de 26. Certaines familles avaient plusieurs branches de kōke comme les Takeda, qui avaient deux branches latérales avec ce titre. Sous les kōke, plusieurs familles possédaient le titre d'omote-kōke.

## Liste de familles dekōke
- Clan Arima
- Clan Isshiki
- Clan Imagawa
- Clan Uesugi
- Clan Ōsawa
- Clan Ōtomo
- Clan Oda
- Clan Kyogoku
- Clan Kira
- Clan Shinagawa
- Clan Takeda
- Clan Nagasawa
- Clan Toki
- Clan Toda
- Clan Chūjō
- Clan Hatakeyama
- Clan Hino
- Clan Maeda
- Clan Miyahara
- Clan Mogami
- Clan Yura
- Clan Yokose
- Clan Rokkaku